# Anigrus farsica
Anigrus farsica är en insektsart som beskrevs av Dlabola 1986. Anigrus farsica ingår i släktet Anigrus och familjen Meenoplidae. Inga underarter finns listade i Catalogue of Life.